# مارك لازاروس
مارك لازاروس (بالإنجليزية: Mark Lazarus) (5 ديسمبر 1938 في المملكة المتحدة - يوليو 2025) هو لاعب كرة قدم بريطاني في مركز الوسط. لعب مع كريستال بالاس وكوينز بارك رينجرز ونادي برينتفورد ونادي ليتون أورينت ووولفرهامبتون واندررز ونادي إيلفورد ‏ ونادي بركنغ ‏ ونادي فوكستون ووينجيت آند فينشلي ونادي وينجيت ‏.

## وصلات خارجية
- مارك لازاروس على موقع قاعدة بيانات كرة القدم.إي يو (الإنجليزية)